# 李芳仪
芳仪李氏（?—?），传为五代十国南唐元宗皇帝李璟之女，后成为辽圣宗的妃嫔。
李芳仪事迹，《辽史》无载，最早见于赵至忠的《虏庭杂记》，記載：“圣宗芳仪李氏，江南李景女。初嫁供奉官孙某，为武疆都监。妻女皆为圣宗所获，封芳仪，生公主一人。
晁补之为北都教官，因览此书而悲之，与颜复长道作《芳仪曲》（《芳仪怨》）云：
“金陵宫殿春霏微，江南花发鹧鸪飞。风流国主家千口，十五吹箫粉黛稀。满堂侍酒皆词客，拭汗争看平叔白。《后庭》一曲时事新，挥泪《临江》悲去国。令公献籍朝未央，敕书筑第优降王。魏俘曾不输织室，供奉一官奔武疆。秦淮潮水钟山树，塞北江南易怀土。双燕清秋梦柏梁，吹落天涯犹并羽。相随未是断肠悲，黄河应有却还时。宁知翻手明朝事，咫尺千山不可期。苍黄三鼓滹沱岸，良人白马今谁见。国亡家破一身存，薄命如云信流转。芳仪加我名字新，教歌遣舞不由人。采珠拾翠衣裳好，深红暗尽惊胡尘。阴山射虎边风急，嘈杂琵琶酒阑泣。无言遍数天河星，只有南箕近乡邑。当年千指渡江来，千指不知身独哀。中原骨肉又零落，《黄鹄》寄意何当回。生男自有四方志，女子那知出门事？君不见李君椎髻泣穷年，丈夫飘泊犹堪怜。”
江州庐山真风观，曾记录有太宁公主和永嘉公主皆李璟的女儿。《舊五代史》记载刘崇俊以其子节尚太宁公主，而永嘉公主事迹不详，所以清朝吴任臣编撰的《十国春秋》怀疑李芳仪即永嘉公主。
《辽史》有两处关于辽圣宗李姓妃嫔的记载，其一，辽圣宗的后宫李氏生第十三女耶律赛哥。其二，开泰二年（1013年）春正月，马氏为丽仪，耿氏为淑仪，尚寝白氏为昭仪，尚服李氏为顺仪，尚功艾氏为芳仪，尚仪孙氏为和仪。其中耿淑仪为皇子耶律侯古母，同时除孙氏外，其他妃嫔姓氏与公主生母姓氏重叠。六仪的顺序为丽仪、淑仪、昭仪、顺仪、芳仪、和仪。开泰二年，尚寝白氏为昭仪，尚服李氏为顺仪，尚功艾氏为芳仪。《辽史公主表》的排序中，耶律赛哥排在白氏之女和艾氏之女之间。耶律赛哥之母李氏与李顺仪可能是同一人。耶律赛哥约于统和十九年（1001年）由萧图玉尚之，从其父亲的生年和生育极限推测，她的生年，当在985年后至990年间。